# قایم‌موشک (فیلم ۲۰۱۳)
قایم موشک (انگلیسی: Hide and Seek) فیلمی محصول کره جنوبی در سبک معمایی است که در سال ۲۰۱۳ منتشر شد.